# Planhushållningsfrågan
Planhushållningsstriden eller planhushållningsdebatten var en politisk debatt i Sverige under 1940-talet som handlade om graden av planekonomi.

## Beskrivning
Den så kallade planhushållningspolitiken byggdes i hög grad på Arbetarrörelsens efterkrigsprogram, ett 27-punktsprogram som antogs som valmanifest 1944. I punkterna förordades skapande av full sysselsättning genom en aktiv finanspolitik, priskontroll (i varje fall av monopolpriser), en jordbruksreform, som innebar att småbruken skulle slås samman till bärkraftiga enheter, statligt stöd till byggnadsverksamhet och en utbyggd socialpolitik, socialisering av försäkringsverksamhet samt att tomtmark fördes över till kommunerna, att allmännyttig produktion skulle stärkas och ekonomin demokratiseras. 27-punktsprogrammet gjorde även gällande att förbättra Sveriges utrikeshandel, förhindra monopol- och kartellbildning och därigenom skapa ett friare näringsliv. Framför allt punkterna under kategorin "Större effektivitet och mera demokrati inom näringslivet" som gav upphov till kritik från näringslivet. Exempelvis punkt 23 öppnade för ökad statskontroll i ineffektiva branscher och socialisering av företag i branscher med alltför stora monopolistiska tendenser.
Som en reaktion på socialdemokratins ambitioner att socialisera vissa företag började näringslivet att planera motkampanjer. Således etablerades Byrån för ekonomisk information av Näringslivets fond. Från starten 1945 och under två år framåt genomförde byrån den kampanj som kom att kallas "planhushållningsmotståndet", förkortat PHM, ett uttryck som myntades av Per Albin Hansson. Dessa år präglades av ett högt tonläge i debatten; det svenska näringslivet finansierade omfattande kampanjer mot socialdemokratin och det upplevda socialiseringshotet, medan den socialdemokratiska pressen rasade mot dessa kampanjer. Arbetarrörelsen utformade även kampanjer mot den så kallade "storfinansen", exempelvis inför kommunal- och landstingsvalen 1946.